# Sauro Turroni
Sauro Turroni (Forlì, 25 novembre 1947) è un politico e architetto italiano.

## Biografia

### Inizio della carriera politica
All'università militò nel Movimento Studentesco. Alla fine degli anni settanta promosse il Movimento Verde di Forlì iniziando una militanza contro opere di alterazione del territorio e dei beni culturali come la diga di Ridracoli o il progetto del San Domenico. Dopo avere rappresentato i Verdi dell'Emilia Romagna nelle Assemblee nazionali, in seguito divenne coordinatore nazionale della Federazione delle Liste Verdi dal 1989 al 1992 e fu tra i promotori della unificazione fra Verdi e Verdi Arcobaleno di Castrocaro nel 1990.
Dopo essere stato dirigente all'urbanistica nel comune di Cervia, fu dirigente all'ufficio di piano di Cesena e al servizio tutela e valorizzazione del territorio dell'Emilia-Romagna, occupandosi di ambientalismo, centri storici, piani regolatori, piste ciclabili e isole pedonali.
Progettista del Piano Territoriale Paesistico dell'Emilia-Romagna, è stato anche responsabile del laboratorio regionale della pianificazione ecologica.

### Attività parlamentare
È stato eletto nel 1992 alla Camera dei deputati per l'XI, la XII Legislatura e XIII ed in seguito al Senato della Repubblica per la XIV legislatura.
Membro della Commissione Ambiente - Lavori Pubblici alla Camera, ne è diventato presidente nel 2000. In Senato ha ricoperto la carica di presidente del Comitato interparlamentare per lo sviluppo sostenibile e quella di vice presidente della Commissione territorio, ambiente, beni ambientali, oltre ad essere stato membro della Commissione Affari Costituzionali.
Durante la sua attività parlamentare dal 1992 al 2006 si è occupato della ratifica del Protocollo di Kyōto, il Santuario dei Cetacei, il salvataggio dell'ICRAM, il blocco della vendita del patrimonio storico-artistico, la demolizione dell'Hotel Fuenti, le leggi sugli incendi boschivi e sull'elettrosmog, l'istituzione del Parco geominerario della Sardegna e i parchi sommersi di Baia e di Gaiola. Ha sostenuto anche la moratoria universale della pena di morte.
È stato il primo senatore a presentare, il 19 ottobre del 1993, una proposta di legge per la depenalizzazione della pratica del naturismo in Italia, ma nel corso degli anni il testo, pur avendo raccolto 106 firme trasversali, nella XIII Legislatura si è fermato alla commissione Affari sociali della Camera. Presento' un'altra proposta di legge in questo senso il 7 giugno 2001 nel corso della XIV Legislatura  (S.153).
Numerosi i disegni di legge presentati come primo firmatario, 55 nella sola XIV legislatura, riguardanti l'urbanistica, il paesaggio, i beni culturali, i rifiuti, le scorie nucleari. Centinaia le mozioni, le interrogazioni, le interpellanze. Contro la delega ambientale ha ingaggiato con il ministro Altero Matteoli una estenuante battaglia durata 5 anni , costata al Governo ben 3 fiducie.
Sotto la sua presidenza nella Commissione Ambiente - Lavori Pubblici sono stati presi numerosi provvedimenti nel campo della tutela ambientale. È stato proponente di numerosi emendamenti soppressivi di alcune leggi giudicate nemiche dell'ambiente quali il cosiddetto Patto del mattone, la vendita del demanio fluviale e costiero, la legge Lupi sulla deregulation urbanistica, il decreto sul deposito delle scorie nucleari a Scanzano Jonico e la legge di vendita degli usi civici.
Ha partecipato al Summit della Terra di Rio de Janeiro nel 1992 e alle conferenze ONU di Habitat II a Istanbul, di New York, di Johannesburg, e alle conferenze di Kyōto, Buenos Aires, L'Aia, Marrakesh e Buenos Aires sui cambiamenti climatici, e alla Convenzione di Aarhus circa l'accesso all'informazione in materia ambientale.
Nel 1999 dal 18 al 26 novembre partecipa come “ Distingushed Visitor ” insieme al collega Giuseppe Rossetto alla Quindicesima Spedizione in Antartide del PNRA guidato dal prof. Carlo Alberto Ricci e sono i primi  parlamentari italiani a recarsi in Antartide e in Artide per le ricerche sul clima. È membro della Commissione Scientifica Nazionale per la ricerca in Antartide per conto del Ministero degli Affari Esteri.
Come membro di Greenpeace ha partecipato ad alcuni gruppi d'azione contro il buco dell'ozono, il trasporto delle scorie nucleari e le navi di trasporto dei carichi di soia transgenica. Inoltre si è recato a Mururoa nel settembre del 1995 contro gli esperimenti nucleari e a Černobyl' nel 1996 per il decennale della catastrofe alla centrale atomica.

### Altre attività
È stato commissario al Parco nazionale dei Monti Sibillini, componente della commissione nazionale per la Valutazione di impatto ambientale e poi presidente del commissione del Ministero dell'Ambiente per la riscrittura del Codice dell'Ambiente.
In seguito ai terremoti in Irpinia, in Umbria e nelle Marche, a Parma è stato componente volontario nelle squadre di soccorso delle squadre regionali per la valutazione del rischio sismicotecnico.
Come sponsor del Children's Village, nel quale sono accolti migliaia di bambini tibetani profughi, si è impegnato per risolvere i problemi di approvvigionamento e di distribuzione idrica in Ladakh.
Candidato nel 2009 alla presidenza della Provincia di Forlì-Cesena, ha ottenuto l'1,96%. Durante la campagna elettorale ha dichiarato che nella sua provincia sui rifiuti il nemico principale è l'Hera.
È stato allievo di Andrea Pazienza nella scuola di fumetto Zio Feininger dell'Arci di Bologna. Come soggettista di comics ha realizzato una storia dello Stato di San Marino con Ugo Bertotti.
Ha ideato il sito web del partito dei Verdi con l'amico fumettista Alberto Rapisarda.
Ha partecipato a due servizi giornalistici per Le Iene su Italia Uno. Era il "gancio" (l'informatore interno) che misurava le temperature nelle aule di Montecitorio, oltre i limiti fissati dalla normativa sul risparmio energetico.